# Harry J
Harry „J“ Johnson (* 6. Juli 1945 in Westmoreland Parish als Harry Zephaniah Johnson; † 3. April 2013 ebenda) war ein jamaikanischer Bassist, Musikproduzent und Studiobesitzer aus dem Reggae-Bereich. Er war der Gründer des Musiklabels Harry J Records und des Harry J Studios. Seine Studioband waren die Harry J Allstars.

## Werdegang
Johnson wurde in Westmoreland Parish, Jamaika, geboren. Er begann seine musikalische Karriere als Bassist der Gruppe The Virtues, bevor er deren Management übernahm. Nach der Trennung der Band arbeitete er als Versicherungsvertreter.
Seinen Einstieg als Musikproduzent hatte er 1968 mit der Gründung seines eigenen Plattenlabels Harry J Records. Die erste Veröffentlichung war No More Heartaches von The Beltones, einem Reggae-Vorläufer. Eine Vereinbarung mit Coxsone Dodd ermöglichte ihm die Nutzung der Räumlichkeiten von Studio One. Im selben Jahr veröffentlichte er eine Reihe von Reggae-Instrumentals, die den Harry J Allstars zugeschrieben wurden, einer wechselnden Besetzung von Studiomusikern, zu denen der Pianist Gladstone „Gladdy“ Anderson, der Keyboarder Winston Wright, der Bassist Jackie Jackson, der Schlagzeuger Winston Grennan und der Gitarrist Hux Brown gehörten.
Im Herbst 1969 gelang den Harry J Allstars mit Liquidator ein Erfolg in Großbritannien; der Titel erklomm am 29. November 1969 Platz 9 der UK-Single-Charts. Das Instrumentalstück entwickelte sich zu einer Hymne der aufkommenden Skinhead-Subkultur. In Großbritannien erschien der Track zusammen mit weiteren Instrumentals auf dem gleichnamigen Kompilationsalbum bei dem Sublabel Harry J auf Trojan Records. Die eröffnende Basslinie von Liquidator war ab 1972 auch im Intro des Hits I’ll Take You There der Staple Singers zu hören. Johnson war empört, als er hörte, dass der Basslauf ohne Erlaubnis von den Staple Singers verwendet wurde. Er unternahm energische, aber erfolglose Schritte, um ausstehende Tantiemen von Stax Records einzutreiben. Die Single Liquidator kam im April 1980 mit Long Shot Kick de Bucket von The Pioneers auf der B-Seite noch einmal in die britischen Charts, zweimal auf Platz 42.
Anfang der 1970er Jahre feierte er mit dem Gesangsduo Bob & Marcia weitere Erfolge. Ihr Song Young, Gifted and Black, eine Komposition von Nina Simone, kletterte Anfang April 1970 auf Platz 5 der UK-Single-Charts.
Johnson starb am 3. April 2013 nach langer Krankheit an Diabetes. Er wurde 67 Jahre alt und hinterließ vier Kinder und drei Enkelkinder.

## Harry J Studio
Im Jahr 1972 verkaufte Johnson sein Plattengeschäft und gründete in der Roosevelt Avenue 10 in Uptown Kingston sein eigenes Aufnahmestudio Harry J. Das moderne 16-Spur-Studio (üblich waren 4 Spuren) entwickelte sich schnell zu einem der berühmtesten jamaikanischen Studios. Bob Marley & The Wailers nahmen zwischen 1973 und 1976 ihre Alben für Island Records hier auf (Catch a Fire, Burnin’, Natty Dread und Rastaman Vibration). Später folgten die Rolling Stones, The Who und Grace Jones.
Das Studio ist in dem jamaikanischen Film Rockers (1978) von Ted Bafaloukos zu sehen. In der Szene nimmt der Musikproduzent Jack Ruby das Lied Graduation in Zion des Sängers Kiddus I auf.

## Produktionen (Auswahl)
Harry J Allstars
- 1969: Liquidator (Harry J Records / Trojan)
- 2003: Liquidator: The Best of The Harry J Allstars (Trojan)

Als Produzent
- 1968: No More Heartaches von The Beltones (Harry J / Trojan)
- 1970: Young, Gifted and Black von Bob & Marcia (Trojan)
- 1971: Pied Piper von Bob & Marcia (Trojan)
- 1973: Book of Rules von The Heptones (Jaywax)
- 1976: Cool Rasta von The Heptones (Trojan)
- 1977: Sweet Sensation von The Melodians (Harry J)
- 1979: So Long Rastafari von Dennis Brown (Harry J)